# قشقا قشلاق حاج اكبر (مقاطعة بيله سوار)
قشقا قشلاق حاج اکبر (بالفارسية: قاشقاقشلاق حاج اکبر) هي منطقة سكنية تقع في إيران في أردبيل. يقدر عدد سكانها بـ 23 نسمة .